# Brigitte Beil
Brigitte Beil (* 8. April 1941 in Münster; † 3. Juli 2016 in München) war eine deutsche Schriftstellerin und Journalistin.

## Leben
Brigitte Beil wuchs als zweite von drei Töchtern der Bildhauerin Hilde Schürk-Frisch in Münster auf. Nach dem Abitur studierte sie Literaturwissenschaft, Philosophie und Publizistik in Freiburg, Wien, München und Münster. Ihr Studium beendete sie mit der Promotion über die Vorform des psychologischen Romans.
Ihre berufliche Tätigkeit begann Brigitte Beil in München als freie Mitarbeiterin beim Bayerischen Rundfunk. Sie schrieb darüber hinaus für Zeitschriften wie Freundin, Cosmopolitan, Elan, Top Business und Novum. Während einer mehrjährigen Kinderpause war sie in sozialen Einrichtungen und Organisationen tätig, unter anderem als Hilfskraft im Kindergarten.

In ihrem letzten Lebensjahr engagierte sich Brigitte Beil für Flüchtlinge in Deutschland. In der in Zusammenarbeit mit dem Förderverein REFUGIO entstandenen Anthologie Die Hoffnung im Gepäck, in der bekannte Autoren das Schicksal von Flüchtlingen darstellen, die sie getroffen haben, schildert sie die Geschichte des 1970 in Syrien geborenen Muhammed Dahalans. Zudem hielt sie Vorlesungen zu dem Thema Flüchtlinge. In der Sendung Das interkulturelle Magazin des Bayerischen Rundfunks sagte sie über ihre Begegnung mit Muhammed Dahalans: 

„Das finde ich sehr bewegend, wenn man plötzlich mit einem einzelnen Menschen spricht und sieht, wie der reagiert und sein Gesichtsausdruck sich wandelt und sich seine Stimme ändert, wenn er das erzählt.“

Zuletzt hatte sie noch trotz schwerer Krankheit in München-Schwabing eine Schreibwerkstatt für literarische Hoffnungsträger gegründet. Kinder sind in der Schreibwerkstatt eingeladen, spielend zu lernen, wie sie mit Wörtern ihre eigene Welt schaffen können.
Brigitte Beil war mit einem Münchner Rechtsanwalt verheiratet und hinterließ einen Sohn und eine Tochter.

## Werke
Nach ihrer Tätigkeit beim Bayerischen Rundfunk und einer längeren Kinderpause verfasste Brigitte Beil zunächst etliche Sachbücher zu psychologisch-pädagogischen Themen, beginnend 1995 mit dem Aufklärungsbuch Pubertät? Kein Grund zur Panik – Ein Buch für Töchter, Söhne, Mütter und Väter, das sie zusammen mit Cornelia Nitsch und Cornelia von Schelling verfasste. Ihr letztes, 2007 in Co-Autorenschaft mit Cornelia Nitsch erschienenes Sachbuch hatte den Titel Beide Hände reich ich dir, Geschwister – glücklich, wer sie hat. Mehrere ihrer Sachbücher wurden in verschiedene Sprachen übersetzt.

Ab 2003 widmete sich Brigitte Beil dem Schreiben von Romanen. Ihr erster Roman Maskal oder Das Ende der Regenzeit erschien im Jahr 2003. Darin wird die Geschichte der Familie des Berliner Architekten Carl Haertel beschrieben, die zur Kolonialzeit von Deutschland nach Abessinien zog. Carl Haertel wurde als Baumeister an den kaiserlichen Hof von Haile Selassie geholt, um europäischen Fortschritt zu schaffen. Der Roman ist eingebettet in die Schilderung des Lebens ab 1900 im heutigen Äthiopien. Man lernt ein Land und dessen Kaiser kennen und vermag die Probleme zu sehen, die aufgrund von Weltpolitik, Kolonialherrschaft und wirtschaftlichen Zuständen dort an der Tagesordnung waren. 

„Dieser Roman verbindet auf eine gelungene Weise die Schilderung der gesellschaftlichen Zustände und der realen Geschichte um 1900 mit unterhaltender Literatur.“

In dem Roman zeichnen sich bereits wesentliche Grundelemente der weiteren Werke von Brigitte Beil ab, zum einen die lebendige Schilderung menschlicher Schicksale, Lebensweisen und Denkmuster vergangener Epochen anhand intensiven Quellenstudiums, zum anderen die mitfühlende Auseinandersetzung mit der Andersartigkeit von Menschen, ihrem Fremdsein sowie der Reaktion der Umwelt auf das Andere, das Fremde. Besonders deutlich wird dies in ihrem zweiten Roman Eiswinter. der von der Liebe zweier Menschen erzählt, die gegen Vorurteile, Neid und Gier ankämpfen müssen. Der Roman basiert auf einer wahren Begebenheit, die ins 17. Jahrhundert nach Schleswig-Holstein führt. Gesche Radeleff, eine Bürgerstochter, lernt Christian Gottlieb, einen farbigen Trompeter des Herzogs kennen und lieben. Doch ihre Familie stellt sich gegen diese Beziehung. Trotz aller Widerstände bekommt ihre Liebe eine Chance. Der Roman zeichnet ein lebendiges Bild vom Alltagsleben der Menschen im 17. Jahrhundert.
2013 folgte ihr Roman Ein Brief aus England. In ihrem letzten  Roman So friedlich, das Meer widmete sich Brigitte Beil „auf charmante, federleichte, manchmal aber auch eher tiefsinnige Art und Weise dem Thema Eifersucht.“